# Victor Begerem
Victor Charles Marie Begerem (Ieper, 25 februari 1853 - Gent, 20 december 1934) was een Belgisch volksvertegenwoordiger en minister.

## Levensloop
Begerem was een zoon van Jean-Joseph Begerem, handelaar in kant en van Virginie Vandermeersch. Hij trouwde met Caroline Drubbel, dochter van volksvertegenwoordiger Louis Drubbel, en achternicht van Lieutenant General Baron Honoré Drubbel.
Hij volgde middelbaar onderwijs in zijn geboortestad Ieper. Daarna behaalde hij in 1875 zijn diploma's van doctor in de rechten en van doctor in de politieke en administratieve wetenschappen aan de Katholieke Universiteit Leuven en vestigde hij zich tot aan zijn dood als advocaat in Gent. Hij was stafhouder in 1900-1903.
In Gent bewoog hij zich in Vlaamsgezinde middens en werd bestuurslid van het Davidsfonds. Daarnaast was hij van 1879 tot 1886 ook luitenant van de Gentse Burgerwacht.

## Politicus
Van 1884 tot 1886 was hij provincieraadslid voor Oost-Vlaanderen, gekozen door het kanton Kaprijke.
Hij werd in juni 1886 verkozen tot volksvertegenwoordiger in het arrondissement Gent-(Eeklo) voor de Katholieke Partij en vervulde dit mandaat zonder onderbreking tot in 1921. In het parlement werd hij een verdediger van de Nederlandse taal. In 1892 legde hij zijn eed in het halfrond af in het Nederlands, wat, volgens het verslag, leidde tot uitroepingen en gelach.
Hij was van 1894 tot 1899 minister van Justitie in de regeringen geleid door Jules de Burlet en Paul de Smet de Naeyer. In deze functie diende Begerem een wetsontwerp in om de eedformules in het Nederlands evenwaardig te maken met - en even rechtsgeldig als - die in het Frans. Het voorstel werd in mei 1894 in Kamer en Senaat unaniem goedgekeurd en werd in het Belgisch Staatsblad gepubliceerd op 22 september 1894.

## Zakenman
Na zijn ministeriële activiteiten, die van hem een van de meest vooraanstaande Belgische politici hadden gemaakt, werd Begerem beheerder in tal van, meestal belangrijke, vennootschappen, in België en daarbuiten. Zijn te vermelden:
- voorzitter van de Beurs van Brussel (1900-1913)
- bestuurder en voorzitter, van de 'Vereniging van de Verenigde Eigenaars voor het Onderzoek en de Ontginning van Steenkool in België' (vanaf 1902)
- bestuurder en voorzitter van de 'Compagnie du Kasaï' (1902-1934)
- bestuurder van de Maatschappij van de Spoorweg van Eeklo naar Brugge (1902-1930)
- voorzitter van de Trammaatschappij van Rotterdam (1905-1930)
- voorzitter van de Trammaatschappij van Kiev (1906-1934)
- voorzitter van de Trammaatschappij van Saratov (1906-1913) en van de Trams en Elektriciteit van Saratov (1914-1934)
- vicevoorzitter van de 'Banque Centrale Gantoise' (1909-1914)
- bestuurder en voorzitter van de Koolmijnen van Limburg-Maas (1909-1934)
- voorzitter van het Algemeen Hypothecair Krediet (1909-1913)
- voorzitter van 'Crédit Hypothécaire Agricole et Urbain d'Egypte' (1909-1914)
- bestuurder van Crédit Foncier du Canada (1913)
- bestuurder van de Société Minière du Kasaï (1923-1934)

## Publicaties
- Traité des assurances terrestres, Brussel, Larcier, 1880
- La Belgique et le Vatican. Documents et travaux législatifs concernant la rupture des relkations diplomatiques entre le gouvernement belge et le Saint-Siège, Brussel, Bruylant, 1880.
- De gelijkheidswet en hare toepassing, in: Rechtskundig Tijdschrift, 1900-1901